# Slave to the Rhythm
A Slave to the Rhythm Grace Jones amerikai énekesnő 1985-ben megjelent hetedik stúdióalbuma. Műfaja: R&B, kiadója az Island Records. Producer: Trevor Horn. A legtöbb könnyűzenei albummal ellentétben a Slave to the Rhythm nem különféle dalok gyűjteménye, hanem variációk ugyanarra a témára. Szerzők: Bruce Woolley, Simon Darlow, Stephen Lipson és Trevor Horn. Az egyes zenei tételeket az énekesnővel készült interjúrészletek egészítik ki (riporterek: Paul Morley és Paul Cooke), illetve Ian McShane színművész részleteket olvas fel Ian Penman The Annihilation of Rhythm című művéből. A CD-változat érthetetlen módon nem egyezik meg az LP-verzióval: bizonyos tételeket felcseréltek, illetve megrövidítettek, az egyiket például több mint 2 perccel.

## A dalok

### Az LP

#### „A” oldal
1. Jones the Rhythm – 6:26
2. The Fashion Show – 6:26
3. The Frog and the Princess – 7:04
4. Operattack – 2:45

#### „B” oldal
1. Slave to the Rhythm – 6:35
2. The Crossing (Oohh the Action…) – 4:58
3. Don't Cry – It's Only the Rhythm – 2:53
4. Ladies & Gentlemen: Miss Grace Jones – 5:56

### A CD
1. Jones the Rhythm – 5:24
2. The Fashion Show – 4:05
3. Operattack – 2:16
4. Slave to the Rhythm – 6:12
5. The Frog and the Princess – 7:34
6. The Crossing (Oohh the Action…) – 4:51
7. Don't Cry – It's Only the Rhythm – 2:53
8. Ladies & Gentlemen: Miss Grace Jones (Slave To The Rhythm 7" Edit) – 4:27

## Közreműködők
- Grace Jones (ének)
- The Ambrosian Singers (háttérvokál, kórus)
- Guy Barker (trombita)
- Pete Beachill (harsona, trombita)
- J. J. Belle (gitár, basszusgitár, ütős hangszerek, ének, Hi-Hat)
- Dave Bishop (szaxofon – tenor)
- Stuart Brook (trombita)
- Glenn Gregory (billentyűs hangszerek)
- Trevor Horn (producer)
- Jean Paul Goude (design)
- Luis Jardim (ütős hangszerek, basszusgitár)
- Stephen Lipson (gitár, basszusgitár, ritmusgitár, billentyűs hangszerek, Synclavier, hangmérnök, producer asszisztens)
- Andy Macintosh (szaxofon – tenor)
- Gary Maughan (billentyűs hangszerek)
- John McCarthy (kórus, zenei vezető)
- Andra Faye McIntosh (szaxofon – bariton)
- Richard Niles (hangmérnök)
- Tessa Niles (hárfa, háttérvokál)
- Geoff Perkins (harsonák)
- John Pignegny (francia kürt)
- Andrew Richards (gitár, billentyűs hangszerek, ének)
- Andy Richards (dobok, billentyűs hangszerek)
- Frank Ricotti (ütős hangszerek, hangmérnök)
- Jon Sinclair (billentyűs hangszerek)
- David Snell (hárfa, francia kürt)
- Stan Sulzmann (szaxofon – alt és tenor)
- James Talbert (szaxofon – alt)
- John Thirkell (ütős hangszerek, trombita)
- Shorty Tim (ütős hangszerek)
- Philip Todd (szaxofon – alt)
- Wallmen (billentyűs hangszerek)
- Bruce Woolley (gitár, basszusgitár, billentyűs hangszerek, háttérvokál)

## Különböző kiadások

### LP
- 1985 EMI – Manhattan Records (1A 062-24 0447 1, Hollandia)
- 1985 EMI – Manhattan Records (ST-53021, Egyesült Államok)
- 1985 Manhattan Island Records (062-24 0447 1, Franciaország)
- 1985 Manhattan Island Records (64 2404471, Olaszország)
- 1985 ZTT – Island Records (GRACE 1, Anglia)
- 1985 EMI – Singapore (ST-53021, Ázsia)
- 1985 Island Records (208 505, NSZK)
- 1985 Manhattan Island Records (062 240447 1, Görögország)

### CD
- 1985 Island Masters (IMCD 65, Anglia)
- 1985 Island Records (7 90640-2, Egyesült Államok)
- 1987 Island Records (422-842 612-2, Egyesült Államok)

## Kimásolt kislemezek

### Kislemezek
- 1985 Jones the Rhythm / Junk Yard (Capitol Records, CP 654, Ausztrália)
- 1985 Jones the Rhythm / Junk Yard (EMI – Manhattan Records, 1C 016-20 10587, Európa)
- 1985 Jones the Rhythm / Junk Yard (EMI – Manhattan Records, 1A 006-20 1058 7, Európa)
- 1985 Slave to the Rhythm / G. I. Blues[2] (EMI – Manhattan Records, 1A 006-20 0889 7, Európa)
- 1985 Slave to the Rhythm / Annihilating Rhythm (Island Records, IS 206, Anglia)
- 1985 Slave to the Rhythm / Annihilating Rhythm (Island Records, ISP 206, Anglia, képlemez)

### Maxik
- 1985 Jones the Rhythm (Long Version) / The Frog and the Princess (LP Version) / Jones the Rhythm (EMI Music Netherlands, 1A K060-20 1059 6, Hollandia)
- 1985 Jones the Rhythm (Long Version) / The Frog and the Princess (LP Version) / Jones the Rhythm (EMI – Manhattan Records, GOOD 104, Új-Zéland)
- 1985 Jones the Rhythm (Long Version) / The Frog and the Princess (LP Version) / Jones the Rhythm (EMI – Manhattan Records – EMI Music Australia, ED 165, Ausztrália)
- 1985 Jones the Rhythm (Long Version) / Jones the Rhythm (Edited Version) (EMI – Manhattan Records, SPRO-9607, SPRO-9608, Egyesült Államok, promóciós lemez)
- 1985 Jones the Rhythm (Blooded) / Jones the Rhythm (Long Version) / Jones the Rhythm (EMI – Manhattan Records, K 060-20 0890 6, Hollandia)
- 1985 Slave to the Rhythm (Blooded) / Junk Yard / Annihilating Rhythm (Island Records, 12 IS 206, Anglia)
- 1985 Slave to the Rhythm (Blooded) / Junk Yard / Annihilating Rhythm (EMI – Manhattan Records, 31C 052 200890Z, Brazília)
- 1985 Slave to the Rhythm (Ladies & Gentlemen) / Junk Yard / Annihilating Rhythm (EMI – Manhattan Records, V-56012, Egyesült Államok)
- 1985 Slave to the Rhythm (Blooded) / Junk Yard / Annihilating Rhythm (Manhattan Island Records, 1A K060-20 0890 6, Hollandia)
- 1985 Slave to the Rhythm (Blooded) / Junk Yard (Island Records, 12 ISP 206, Anglia, képlemez)
- 1985 Slave to the Rhythm (Blooded) / Junk Yard / Annihilating Rhythm (Pathé Marconi EMI, 1564886, Franciaország)
- 1985 Slave to the Rhythm (Edited Version) / Slave to the Rhythm (LP Version) / Jones to the Rhythm (Edited Version) (EMI – Manhattan Records, SPRO-9583, Egyesült Államok, promóciós lemez)
- 1985 Slave to the Rhythm (Single Version) / Ladies and Gentlemen (LP Version) / Operattack (Manhattan Island Records, SPRO 9533, SPRO 9534, Egyesült Államok)
- 1985 Slave to the Rhythm (Blooded) / Jones the Rhythm (EMI – Manhattan Records, 14 2008906, Olaszország)
- 1985 Slave to the Rhythm (Ladies and Gentlemen) / Junk Yard / G. I. Blues (Manhattan Island Records, S 75121, Kanada)
- 1985 Slave to the Rhythm (Blooded) / Junk Yard / Annihilating Rhythm (EMI – Manhattan Records, 20 0890 6, Egyesült Államok)
- 1994 Slave to the Rhythm (D Monster Mix) / Slave to the Rhythm (Ollie D Gyro Disney Dub) / Slave to the Rhythm (The T-Empo Grace In Your Face '94 Overture) / Slave to the Rhythm (Love To Infinity Classic Paradise 12" Mix) ( ZTT, ZANG 50 T, Anglia)
- 1994 Slave to the Rhythm (D Monster Mix) / Slave to the Rhythm (D's Vocal Dub) / Slave to the Rhythm (Ollie D Gyro Disney Dub) / Slave to the Rhythm (Ollie D's House Mix) / Slave to the Rhythm (Blooded) / Slave to the Rhythm (Love To Infinity Classic Paradise 12" Mix) / Slave to the Rhythm (The T-Empo Grace In Your Face '94 Overture) / Slave to the Rhythm (D Beatsappella) (ZTT, SAM 1341, Anglia, dupla lemez)

### CD
- 1994 Slave to the Rhythm / Slave to the Rhythm (The T-Empo Grace In Your Face '94 Overture) / Slave to the Rhythm (Love To Infinity Classic Paradise 12" Mix) / Slave to the Rhythm (Ollie D House Mix) / Slave to the Rhythm (Ollie D Gyro Disney Dub) (ZTT, ZANG 50 CD2, 4509-96065-2, Anglia)
- 1994 Slave to the Rhythm / Slave to the Rhythm (Blooded) / Slave to the Rhythm (D Monster Mix) / Slave to the Rhythm (D’s Vocal Dub) / Slave to the Rhythm (D Beatsappella) (ZTT, ZANG 50 CD1, 4509-96064-2, Anglia)
- 1994 Slave to the Rhythm (Love To Infinity Classic Paradise Edit) / Slave to the Rhythm (Original 7 Inch) / Slave to the Rhythm (The T-Empo Grace In Your Face '94 Overture) / Slave to the Rhythm (Love To Infinity Classic Paradise 12" Mix) / Slave to the Rhythm (Blooded) / Slave to the Rhythm (Ollie D House Mix) / Slave to the Rhythm (Ollie D Gyro Disney Dub) / Slave to the Rhythm (D Monster Mix) / Slave to the Rhythm (D's Vocal Dub) (ZTT, 4509-96069-2, Ausztrália)

## Az album slágerlistás helyezései
- Anglia: 1985. november. Legmagasabb pozíció: 12. hely
- Ausztria: 1985. december 1-jétől 18 hétig. Legmagasabb pozíció: 7. hely
- Norvégia: 1985. A 46. héttől 5 hétig. Legmagasabb pozíció: 13. hely
- NSZK: 1985. Legmagasabb pozíció: 10. hely
- Svájc: 1985. november 24-étől 11 hétig. Legmagasabb pozíció: 9. hely
- Svédország: 1985. november 15-től 2 hétig. Legmagasabb pozíció: 23. hely

## Legnépszerűbb slágerek
- Slave to the Rhythm

Anglia: 1985. október 19-étől 8 hétig. Legmagasabb pozíció: 12. hely

Ausztria: 1985. december 1-jétől 14 hétig. Legmagasabb pozíció: 7. hely

Franciaország: 1986. március 8-ától 1 hétig. Legmagasabb pozíció: 50. hely

NSZK: 1985. november 12-étől 19 hétig. Legmagasabb pozíció: 4. hely

Svájc: 1985. november 10-étől 12 hétig. Legmagasabb pozíció: 5. hely

## Külső hivatkozások
- Dalszöveg: Slave to the Rhythm Archiválva 2009. július 7-i dátummal a Wayback Machine-ben
- Videó: Slave to the Rhythm
- Videó: Slave to the Rhythm (koncert)